# Tuolumne City, California
Tuolumne City, California (енгл. Tuolumne City) насељено је место без административног статуса у америчкој савезној држави Калифорнија.

## Демографија
По попису из 2010. године број становника је 1.779, што је 86 (-4,6%) становника мање него 2000. године.
| Група             | 2000.         | 2010.         |
| Белци             | 1.596 (85,6%) | 1.438 (80,8%) |
| Афроамериканци    | 7 (0,4%)      | 13 (0,7%)     |
| Азијати           | 4 (0,2%)      | 12 (0,7%)     |
| Хиспаноамериканци | 130 (7,0%)    | 206 (11,6%)   |
| Укупно            | 1.865         | 1.779         |